# Лаврик (пам'ятка природи)
Лаврик — зоологічна пам'ятка природи місцевого значення в Україні. Розташована в межах  Ніжинського району Чернігівської області, на північний схід від села Велике Устя у заплаві річки Десна при впадінні Сейму.
Площа - 5 га. Статус присвоєно згідно з рішенням Чернігвського облвиконкому від 27.04.1964 року № 236; від 10.06.1972 року № 303; від 27.12.1984 року № 454; від 28.08.1989 року № 164. 
Статус присвоєно для збереження річкової стариці з колоніями і поселеннями бобра європейського